# Березенко Сергій Іванович
Сергі́й Іва́нович Березе́нко (нар. 11 квітня 1984, м. Вінниця) — український політик, керівник Державного управління справами (з червня 2014 по серпень 2015). У липні 2015 обраний до Верховної Ради (8 скликання) на проміжних виборах на 205 виборчому окрузі (Чернігів). Був членом президії центральної ради партії Блок Петра Порошенка «Солідарність», 28 серпня 2015 року стає позаштатним радником президента Петра Порошенка. Був членом Комітету Верховної Ради України з питань охорони здоров'я.

## Життєпис
Народився у родині лікарів. Дитинство провів на Вінниччині. На початку 90-х років родина переїхала до Києва, де майбутній політик пішов у школу. Племінник Анатолія Матвієнка.
З 1991 по 2001 навчався в Києво-Печерському фізико-математичному ліцеї № 171 «Лідер».
У 2001 році, після закінчення школи із золотою медаллю, вступив до Національного університету «Києво-Могилянська академія», де навчався на факультеті економічних наук. У 2005 році здобув ступінь бакалавра економічної теорії та продовжив навчання за програмою спеціаліста економічної теорії.
У 2005 році працював на посаді аналітика фондового ринку в ЗАТ «Тект-Брок». Отримав сертифікат торговця цінними паперами в Державній комісії з цінних паперів та фондового ринку.
З вересня 2005 року працював на посаді генерального директора ТОВ «Українська бурова компанія».

## Політична діяльність
З 2004 по 2005 роки був членом Української республіканської партії «Собор». У 2005 році очолив Всеукраїнську громадську організацію «Український Молодіжний Собор». З 1 січня 2006 року безпартійний.
З червня 2006 року — радник Київського міського голови Леоніда Черновецького з питань сім'ї, молоді, спорту та туризму. З вересня 2006 року очолює Головне управління у справах сім'ї та молоді Київської міської державної адміністрації.
З 2006 по 2014 роки був депутатом Київської міськради від «Блоку Леоніда Черновецького».
З 10 червня 2014 по 27 серпня 2015 — керівник Державного управління справами.
30 квітня 2015 року призначений відповідальним за реалізацію проєктів Ради регіонального розвитку на Чернігівщині.
26 липня 2015 року переміг на проміжних виборах народного депутата України в Чернігові з результатом у 35,90 %. Висувався від Блоку Петра Порошенка «Солідарність». Відрив від найближчого переслідувача, Геннадія Корбана склав понад 20 %. Підтримка склала 17 782 голосів, що з урахуванням явки (35 %) складає 12,25 % всіх виборців. В процесі виборів і після них на адресу переможця і його головного опонента Корбана лунали численні звинувачення у підкупі виборців. Щодо Березенка — прямий підкуп виборців (в тому числі через благодійний фонд Атрошенка «Поліський оберіг»), використанні адміністративного ресурсу (зокрема, Ради регіонального розвитку з політичною метою) і чорного піару та інших порушеннях виборчого законодавства. Численні звинувачення у підкупі виборців лунали також і на адресу Корбана, іншого кандидата, головного супротивника під час виборів, однак у суді звинувачення проти обох кандидатів доведені не були. Суд відмовився навіть завести справу, аргументуючи тим, що немає складу злочину, попри наявність свідків порушень і речових доказів (соціальні договори від Березенка і продуктові набори з гречкою від Корбана).
З 28 серпня 2015 року до 17 травня 2019 року — позаштатний радник Президента України.
2 вересня 2015 року Сергій Березенко приступив до виконання обов'язків народного депутата Верховної Ради України. На позачерговому засіданні парламенту він зачитав присягу.
З 7 вересня 2016 року — заступник голови депутатської фракції партії «Блок Петра Порошенка»
З 12 листопада 2015 року — обраний членом Комітету Верховної Ради України з питань охорони здоров'я
Пріоритетним у діяльності народного депутата Сергія Березенка було питання надання паліативної допомоги дітям. За його ініціативи вирішено проблему закупівлі державою дитячої форми анальгетиків: пластирі, солодкі сиропи. В 2016 році в Україні зареєстровано дитячу форму морфіну та забезпечено гарантоване державне замовлення (постанова КМУ № 864 2016 р.).
Першочергові завдання, над якими працював народний депутат:
- відкриття кабінетів паліативної допомоги дітям у кожному регіоні України;
- запровадження посади позаштатного фахівця МОЗ із паліативної допомоги;
- розробка регіональних програм паліативної допомоги дітям.

Зокрема, за ініціативи та підтримки народного депутата у Чернігові розпочато будівництво прибудови паліативного відділення на базі медико-соціального реабілітаційного центру дітей-інвалідів «Відродження». Це перший крок до того, щоб паліативні пацієнти змогли без перешкод отримувати допомогу відповідних фахівців та психологів.
У 2016 р. за результатами співпраці з МОЗ, громадськими організаціями, які опікуються наданням медичної допомоги дітям, внесено зміни до наказу МОЗ і вирішено проблему доступу батьків до дитячих реанімацій.
Народний депутат Сергій Березенко виступив ініціатором і співавтором законів щодо реанімування авіаційної галузі України. 14 липня 2016 року парламентом проголосовано законопроєкт № 4809, який дозволив підприємствам авіаційної промисловості бути засновниками спільних підприємств з іншими державами. 20 грудня 2016 року ВРУ прийнято законопроєкти № 3457 та № 3458-д, якими було зменшено податкове навантаження на підприємства авіаційної промисловості та вирішено одну з найбільших проблем вітчизняного літакобудування — вперше в історії незалежної України створюються умови для виходу вітчизняних літаків у серійне виробництво. Завдяки прийнятим законам ДП «Антонов» зможе випускати вантажні літаки без російських комплектуючих. Цими законопроєктами ВРУ завершила цикл законодавчих змін про реформування літакобудівної галузі України.
Із лютого 2017 року у Чернігові організована робота бригади для надання паліативної допомоги вдома 31 дитині-інваліду.

## Критика
Під час обрання депутатом ВР здійснював підкуп виборців через оформлення так званого "соціального договору" і виплату готівки. Допомагав йому у цьому діючий мер Чернігова Атрошенко та начальник міського управління МВС у Чернігові Антон Шевцов.
16 липня прибічниками Корбана був заблокований автомобіль із прихильниками Березенка. Міліція спочатку вивела їх із заблокованого авто, а потім і відпустила. В автомобілі «Toyota Camry» знайшли 200 тис грн, документи і зброю (автомат Калашнікова, пістолети та набої). На наступний день з'явився атовець Тарас Костанчук (інший кандидат), який заявив, що авто і зброя його. Міліція відмовилася розслідувати, яким чином в місті їздить авто зі зброєю і великою сумою грошей для підкупу голосів. Антон Шевцов (тодішній начальник МВС у Чернігові) працював на Березенка в його особистій охороні до того, як очолив міліцію у Чернігові.
25 березня 2019 року Березенко подав у суд на кандидата у президенти Анатолія Гриценка про захист честі та гідності.

## Родина
- Батько — Березенко Іван Михайлович — співвласник інвестиційної компанії ТОВ «Кампас», компанії «НТЦ „Аквакультура“» та компанії «Гранитон Сервіс»[34], лікар-хірург[35]
- мати — Березенко (Матвієнко) Валентина Сергіївна, практикуючий гастроентеролог,
- дружина — Березенко Уляна Ярославівна,
- сини: Олександр, Іван та Лука,
- дядько — народний депутат Матвієнко Анатолій Сергійович.

## Галерея

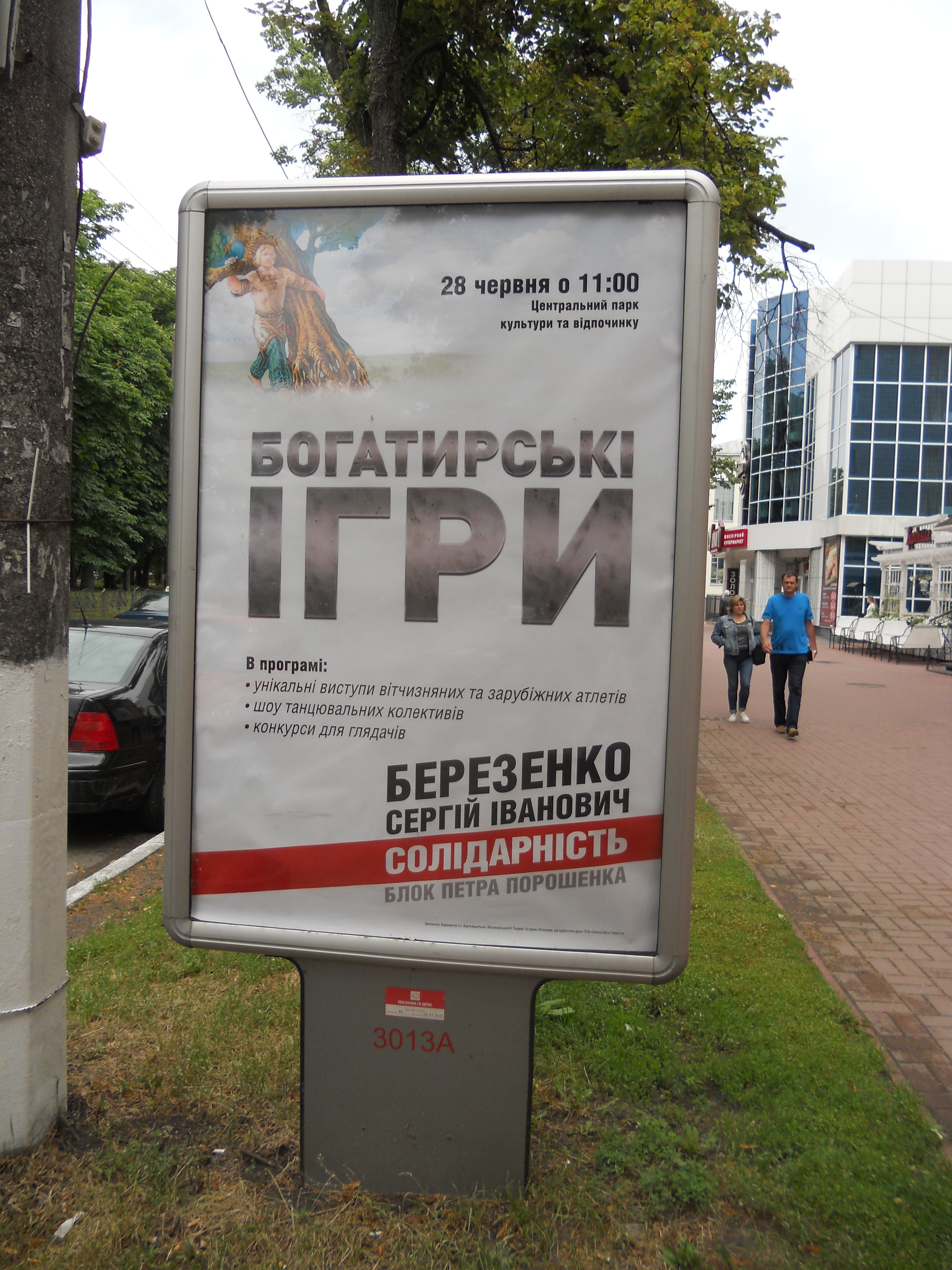
Агітація під час виборів 2015 року (дільниця №205)
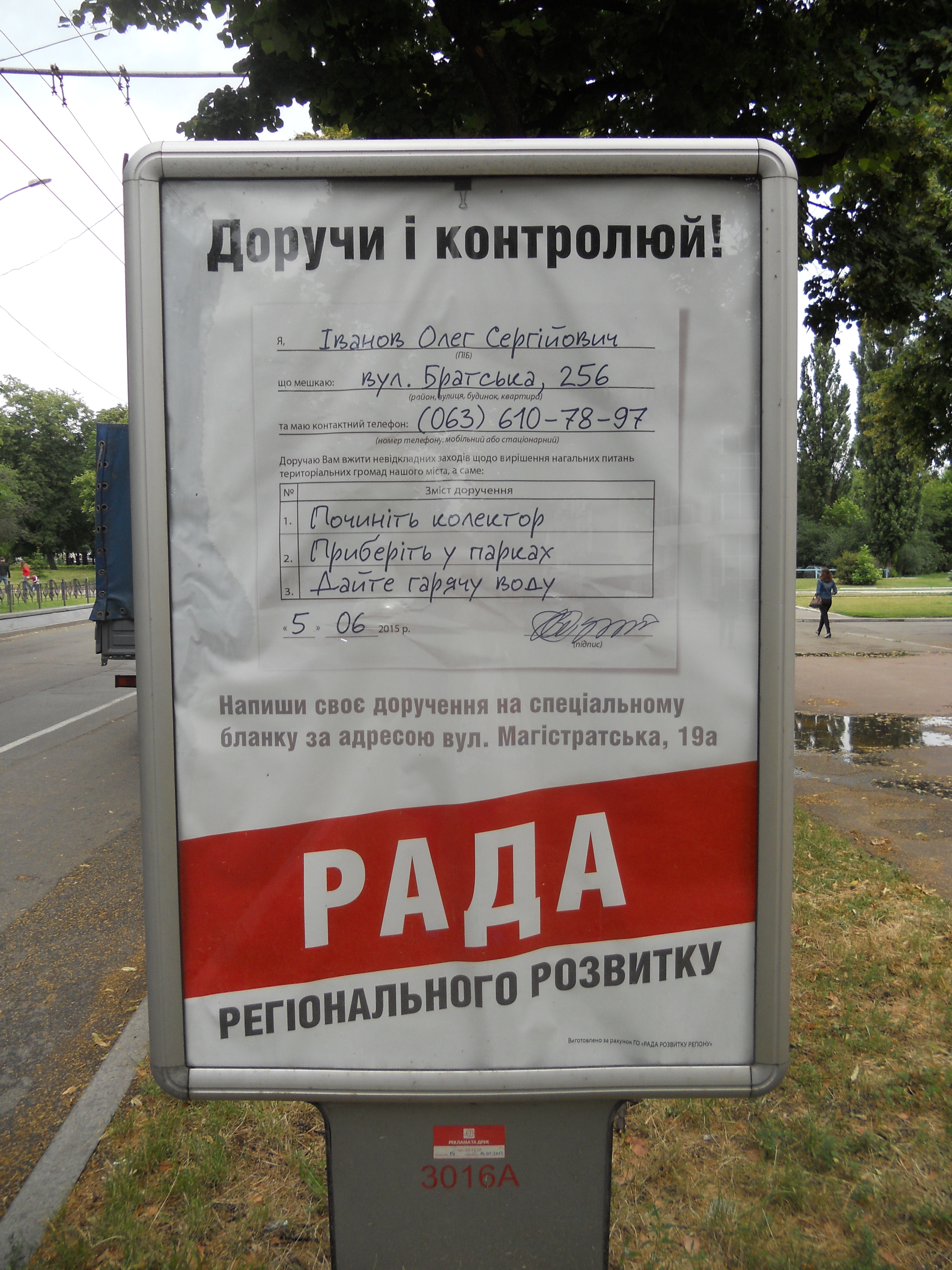
Агітація під час виборів 2015 року (дільниця №205)
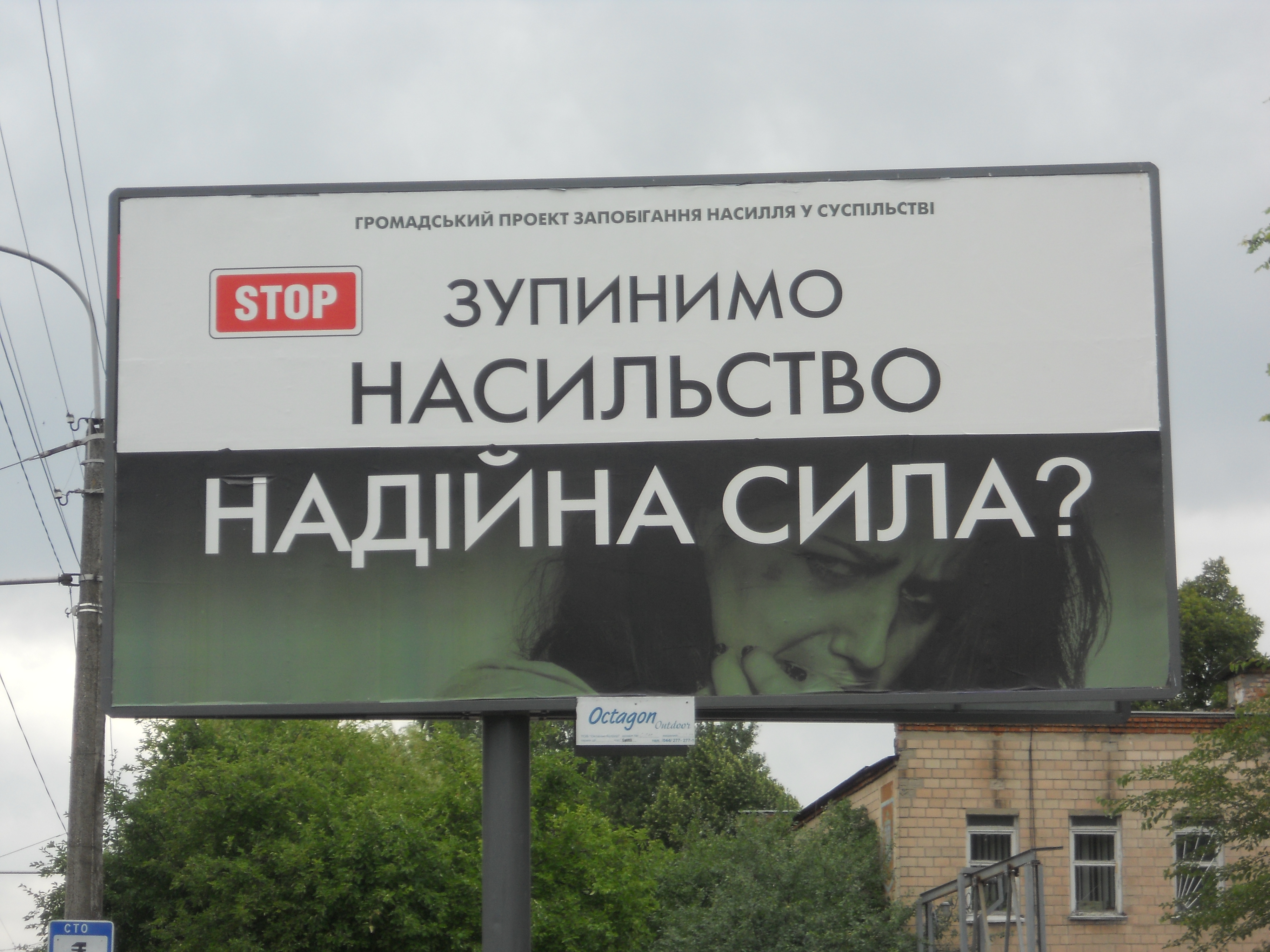
Агітація під час виборів 2015 року (дільниця №205)
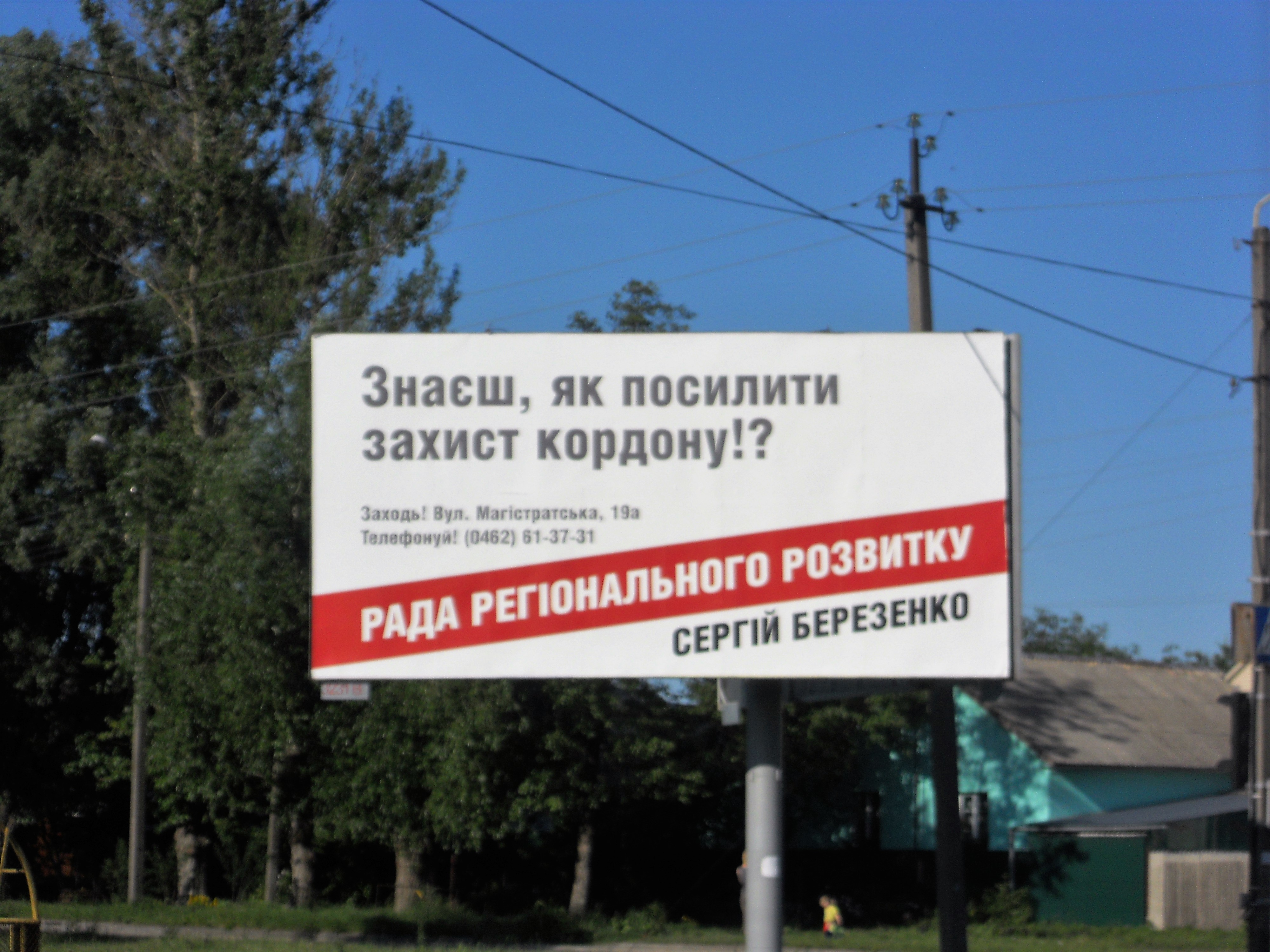
Агітація під час виборів 2015 року (дільниця №205)